# 7 Prisioneiros
7 Prisioneiros é um filme de drama brasileiro de 2021 dirigido por Alexandre Moratto a partir de um roteiro de Moratto e Thayná Mantesso. O filme é estrelado por Christian Malheiros e Rodrigo Santoro e estreou no 78º Festival Internacional de Cinema de Veneza em 6 de setembro de 2021. Em 5 de novembro de 2021, o filme foi lançado na Netflix.

## Premissa
Mateus (Christian Malheiros), um jovem de 18 anos, sai do campo em busca de uma oportunidade de trabalho em um ferro-velho de São Paulo. Uma vez lá, Mateus e alguns outros meninos são vítimas de um sistema de trabalho análogo à escravidão moderna comandada por Luca (Rodrigo Santoro), forçando Mateus a tomar a difícil decisão entre trabalhar para o homem que o escravizou ou arriscar seu futuro e o de sua família se ele não for cúmplice.

## Elenco
- Christian Malheiros como Mateus
- Rodrigo Santoro como Luca
- Bruno Rocha
- Vitor Julian como Ezequiel
- Lucas Oranmian como Isaque
- Cecília Homem de Mello como Shirley, dona de um bar.
- Dirce Thomaz
- Josias Duarte como Rodiney
- Clayton Mariano como Bianchi

## Produção
Em entrevista ao Film Independent sobre sua estreia na direção de Sócrates, o cineasta americano-brasileiro Alexandre Moratto anunciou que estava desenvolvendo um roteiro original sobre a escravidão moderna e o tráfico de pessoas no Brasil. Moratto foi escalado para trabalhar novamente com a coroteirista Thayná Mantesso no filme. Em 5 de setembro de 2020, Moratto revelou que estava colaborando novamente com os diretores Ramin Bahrani e Fernando Meirelles, por meio de sua produtora O2 Filmes, para a produção do filme, com distribuição da Netflix. Bahrani, o mentor da escola de cinema de Moratto, apresentou o filme à empresa enquanto dirigia The White Tiger. Falando sobre o filme, Moratto disse:
 «Agora eu sinto que estou neste lugar realmente afortunado de poder fazer esses filmes a partir desses roteiros originais que tenho escrito sobre questões ou pessoas ou comunidades ou assuntos pessoais que são muito importantes para mim e que sinto que preciso expressar.»
O papel principal do filme foi escrito por Moratto especificamente para Christian Malheiros, que ele descobriu durante testes intensivos para Sócrates, onde acabou sendo escalado e ganhou destaque no Brasil. Moratto também escalou um imigrante brasileiro que trabalhou por seis meses em uma fábrica enquanto conduzia entrevistas de pesquisa com sobreviventes do tráfico de pessoas.

## Lançamento
O filme teve sua estreia mundial no 78º Festival Internacional de Cinema de Veneza na seção Horizons Extra em 6 de setembro de 2021, que foi seguido por sua estreia na América do Norte no Festival Internacional de Cinema de Toronto de 2021 na seção Contemporary World Cinema. Após a exibição no festival, o filme foi lançado globalmente na Netflix em 5 novembro de 2021.

## Recepção

### Resposta da crítica
No agregador de resenhas Rotten Tomatoes, 95% dos 19 críticos deram ao filme uma resenha positiva, com uma avaliação média de 7,4/10.
Em sua exibição no Festival de Veneza, 7 Prisioneiros levantou elogios do público do evento. O filme também ganhou uma repercussão positiva entre a crítica internacional que elogiou, sobretudo, a direção de Alexandre Moratto, bem como o desempenho de Christian Malheiros e Rodrigo Santoro.
"Moratto complica o dilema central com a habilidade de um mestre dramaturgo. O trabalho de tensão que se forma entre Mateus (Malheiros) e os outros trabalhadores é simples, mas profundamente sentido", disse David Ehrlich em sua crítica ao IndieWire. Anna Smith, ao site Deadline, escreveu: "7 Prisioneiros o estabelece firmemente [Alexandre Moratto] como um cineasta talentoso contando histórias importantes da região — e é tão envolvente quanto deprimente e brutalmente educacional".

### Prêmios e indicações
| Ano  | Premiação                                                  | Categoria                                                          | Recipiente(s)                       | Resultado      | Ref.   |
| ---- | ---------------------------------------------------------- | ------------------------------------------------------------------ | ----------------------------------- | -------------- | ------ |
| 2021 | Festival Internacional de Cinema de Veneza                 | Prêmio da Audiência (Orizzonti Extra)                              | 7 Prisioneiros                      | Indicado       | [ 15 ] |
| 2021 | Festival Internacional de Cinema de Veneza                 | Melhor Filme em Língua Estrangeira (Sorriso Diverso Venezia Award) | 7 Prisioneiros                      | Venceu         | [ 16 ] |
| 2021 | Festival Internacional de Cinema de Veneza                 | Fundação Fai Persona Lavoro Ambiente                               | 7 Prisioneiros                      | Menção Honrosa | [ 16 ] |
| 2022 | Grande Prêmio do Cinema Brasileiro                         | Melhor Ator Coadjuvante                                            | Rodrigo Santoro                     | Venceu         | [ 17 ] |
| 2022 | Grande Prêmio do Cinema Brasileiro                         | Melhor Ator Coadjuvante                                            | André Abujamra                      | Indicado       | [ 17 ] |
| 2022 | Grande Prêmio do Cinema Brasileiro                         | Melhor Direção                                                     | Alexandre Moratto                   | Indicado       | [ 17 ] |
| 2022 | Grande Prêmio do Cinema Brasileiro                         | Melhor Longa-Metragem de Ficção                                    | 7 Prisioneiros                      | Indicado       | [ 17 ] |
| 2022 | Grande Prêmio do Cinema Brasileiro                         | Melhor Roteiro Original                                            | Thayná Mantesso e Alexandre Moratto | Indicado       | [ 17 ] |
| 2022 | Grande Prêmio do Cinema Brasileiro                         | Melhor Direção de Arte                                             | William Valduga                     | Indicado       | [ 17 ] |
| 2022 | Grande Prêmio do Cinema Brasileiro                         | Melhor Figurino                                                    | Aline Canella                       | Indicado       | [ 17 ] |
| 2022 | Grande Prêmio do Cinema Brasileiro                         | Melhor Som                                                         | Lia Camargo e Tom Myers             | Indicado       |        |
| 2022 | Grande Prêmio do Cinema Brasileiro                         | Melhor Montagem – Ficção                                           | Germano de Oliveira                 | Indicado       |        |
| 2022 | Prêmios Platino do Cinema e do Audiovisual Ibero-americano | Melhor Ator                                                        | Rodrigo Santoro                     | Indicado       | [ 18 ] |
| 2022 | Prêmios Platino do Cinema e do Audiovisual Ibero-americano | Melhor Ator Coadjuvante                                            | Christian Malheiros                 | Indicado       | [ 18 ] |
| 2022 | Prêmios Platino do Cinema e do Audiovisual Ibero-americano | Melhor Edição de Som                                               | Lia Camargo                         | Indicado       | [ 18 ] |
| 2022 | Prêmios Platino do Cinema e do Audiovisual Ibero-americano | Melhor Montagem                                                    | Germano de Oliveira                 | Venceu         | [ 19 ] |